# Gönpa

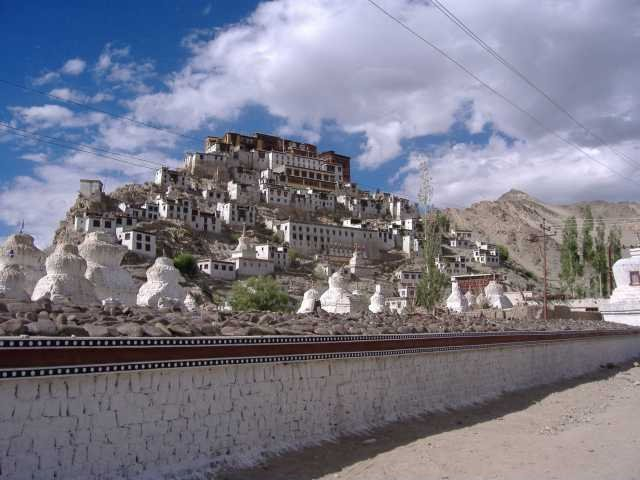
Thiksey bei Leh in Ladakh, Indien

Gönpa (auch: Gonpa, Gompa; tibetisch དགོན་པ Wylie dgon pa; Sanskrit विहर Vihara) ist ein Typ buddhistischer Tempel in Tibet, Ladakh (Indien), Nepal und Bhutan. Gönpas sind üblicherweise Teil eines buddhistischen Klosters und bestehen zumeist aus einer zentralen Gebetshalle mit einer Buddha-Statue und Bänken zum Gebet sowie angrenzenden Wohnräumen.